# Посол Радянського Союзу
«Посол Радянського Союзу» — радянський художній фільм 1969 року режисера Георгія Натансона за книгою Братів Турів «Надзвичайний посол». Картина оповідає про життя і діяльність першої радянської жінки-дипломата (прообразом послужила Олександра Коллонтай).

## Сюжет
У важкі роки Великої Вітчизняної війни Олена Кольцова, радянський посол в нейтральній скандинавській країні, веде напружену роботу, викриваючи провокації гітлерівської Німеччини…

## У ролях
- Юлія Борисова —  Олена Миколаївна Кольцова, Надзвичайний і Повноважний Представник (посол) Радянського Союзу в королівстві
- Анатолій Кторов —  король
- Гунарс Цилінскіс —  Юліус Хельмер, фінансист  (озвучування —  Юрій Яковлєв)
- Вальдемар Пансо —  міністр «сусідньої країни»
- Хельмут Вааг — Гунар, рибалка
- Антс Ескола —  міністр закордонних справ королівства  (озвучування — Юхим Копелян)
- Євгенія Козирєва —  Кристина Соренсон
- Юрій Пузирьов —  Іван Микитович Морозов, співробітник повпредства (посольства) СРСР в королівстві
- Микола Тимофєєв —  Георгій Олександрович Климов, співробітник повпредства СРСР в королівстві
- Ада Лундвер —  графиня Рунге, сестра Хельмера
- Артур Дімітерс —  посол гітлерівської Німеччини в королівстві
- Антс Лаутер —  сановник короля
- Микола Афанасьєв —  сановник короля
- Мікаела Дроздовська — епізод
- Олександр Барушной —  англійський генерал
- Леонід Недович —  кореспондент соціал-демократичної преси королівства
- Улдіс Лієлдіджс —  офіцер німецької розвідки
- Софія Гаррель —  кореспондентка журналу

## Знімальна група
- Сценарій: Аріадна Тур,  Петро Тур
- Головний режисер:  Георгій Натансон
- Головний оператор:  Володимир Ніколаєв
- Головний художник:  Давид Виницький
- Режисер: І. Бітюков
- Режисер-монтажер: К. Москвіна
- Костюми:  Тетяна Вадецький
- Композитор:  Веніамін Баснер
- Звукооператор: С. Минервін
- Диригент:  Володимир Васильєв
- Грим: Т. Юрченко
- Оператор: В. Михайлов
- Редактор: Є. Скиданенко
- Асистенти
  - Режисера: В. Кузьмінська
  - Оператора: І. Штанько, В. Данилов
- Майстер по світлу: М. Вайсман
- Комбіновані зйомки
  - Оператор:  Григорій Айзенберг
  - Художник:  Едуард Маліков
- Директор: В. Кривонощенко